# Fonte de Angeão
Fonte de Angeão era una freguesia portuguesa del municipio de Vagos, distrito de Aveiro.

## Historia
Gran parte de su población emigró a otros países, principalmente a Venezuela y Francia.
Fue suprimida el 28 de enero de 2013, en aplicación de una resolución de la Asamblea de la República portuguesa promulgada el 16 de enero de 2013 al unirse con la freguesia de Covão do Lobo, formando la nueva freguesia de Fonte de Angeão e Covão do Lobo.

## Organización territorial
En ella se encuentra tres aldeas: Fonte de Angeão, Gândara y Parada de Cima.

## Economía
Su principal actividad económica es la agricultura.